# Hegykő
Hegykő là một thị trấn thuộc hạt Győr-Moson-Sopron, Hungary. Thị trấn này có diện tích 26,84 km², dân số năm 2010 là 1340 người, mật độ 50 người/km².